# Hermann von Knobloch
Hermann von Knobloch (* 23. Juli 1833 in Bärwalde, Ostpreußen; † 4. März 1898 ebenda) war Rittergutsbesitzer und Mitglied des Deutschen Reichstags.

## Leben
Knobloch war Rittergutsbesitzer in Bärwalde im Landkreis Labiau.
Von 1878 bis April 1879 war er Mitglied des Deutschen Reichstags für den Wahlkreis Reichstagswahlkreis Regierungsbezirk Königsberg 2 und die Deutschkonservative Partei. Er legte sein Mandat am 24. April 1879 nieder.